# فرودگاه فورت مورگان
فرودگاه فورت مورگان (به انگلیسی: Fort Morgan Municipal Airport) یک فرودگاه همگانی ۸۳۰۰ است. این فرودگاه در کشور ایالات متحده آمریکا قرار دارد و در ارتفاع ۱۳۹۳ متری از سطح دریا واقع شده‌است.